# Campomanesia grandiflora
Espèce
Classification APG III (2009)
Statut de conservation UICN

 LC  : Préoccupation mineure
Synonymes
Selon Tropicos (9 novembre 2024)
- Campomanesia poiteaui O. Berg
- Psidium grandiflorum Aubl. - Basionyme[3]

Selon GBIF (9 novembre 2024)
- Burchardia grandiflora (Aubl.) Raf.
- Campomanesia poiteaui O.Berg
- Psidium aromaticum var. grandiflorum (Aubl.) DC.
- Psidium aromaticum var. grandiflorum (Aubl.) Pers.
- Psidium grandiflorum Aubl. - Basionyme

Campomanesia grandiflora est une espèce de plantes à fleurs de la famille des Myrtaceae (famille du Goyavier). C'est un arbuste ou un arbre néotropical. 
Il est connu en Guyane comme bois-citronnelle, au Venezuela sous le nom de Canjilón guayabero, au Suriname comme Bosch Guave (Sranan tongo), Maribaballi (Arawak) et Kolawiroelan (Kali'na), et au Brésil Acariquara branca.

## Description
Campomanesia grandiflora est un arbre haut d'environ 8-10 m.
On observe des poils blanchâtres à brun rougeâtre, jusqu'à environ 0,5 mm de long à l'aisselle des nervures latérales, sinon jusqu'à environ 0,2 mm de long. Les jeunes rameaux sont brun rougeâtre à vert grisâtre, peu pubérulents à glabres, couverts de glandes foncées, devenant gris avec l'âge, l'écorce restant lisse. 
Les feuilles sont de forme elliptiques à ovales, longues de 3,5-12,5 cm pour 2-7 cm de large, 1,4-2 fois plus longues que larges, peu ou modérément pubérulentes le long des nervures, avec des touffes de poils plus longs à l'aisselle des nervures latérales sur la face inférieure.
L'apex est acuminé ou arrondi.
Le pétiole est cannelé, pubérulent à subglabre, long de 5-15 mm.
La nervure centrale est légèrement impressionnée à peu près plate au-dessus, proéminente en dessous.
On compte 6-8 paires des nervures latérales, quittant la nervure centrale à un angle d'environ 45 degrés, la nervation étant brochidodrome.
La nervation tertiaire finement réticulée, perpendiculaire aux nervures secondaires arquées
Le limbe est submembraneux à charbonneux, séchant généralement en brun rougeâtre. 
Les pédoncules naissant à l'aisselle des feuilles et des bractées, sont longs de 2,5-7 cm pour environ 1 mm de large, peu ou modérément pubérulents.
Les bractéoles sont linéaires, longues de 3-6 mm pour 0,3-0,8 mm de large, pubérulente, principalement caduques avant l'anthèse.
Les lobes du calice sont ovales à largement tronqués, généralement auriculés, longs de 2-4 mm pour 3-9 mm de large, 0,5-1 fois plus longs que larges, modérément à densément pubérulent en dehors, peu à densément pubérulent à l'intérieur.
Les pétales sont obovales, longs de 1-1,7(-2) cm pour environ 8 mm de large, glabres ou avec une marge ciliée.
L'hypanthium est obconique à infundibulaire, long de 5-7 mm, densément rouillé à brun jaunâtre pubérulent.
Le disque pubérulent mesure 6-7 mm de diamètre.
On compte environ 200-400 étamines, longues de 6-12 mm.
Les anthères sont longues de 0,5-1 mm.
Le style est long de 11-15 mm, glabre ou pubérulent proximalement, le stigmate mesure environ 0,5-0,8 mm de diamètre.
L'ovaire est à 7-8 loges, avec 7-13 ovules par loge. 
Les fruits sont subglobuleux, jaunes à maturité, d'environ 2 cm de diamètre. La graine, y compris la paroi loculaire, est longue d'environ 8 mm,.

## Répartition
On rencontre Campomanesia grandiflora dans les forêts, le long des cours d'eau, et dans les savanes, à 50-100 m d'altitude, depuis le Venezuela jusqu'au Brésil (Amazonas, Bahia, Pará, Roraima), en passant par le Guyana, le Suriname et la Guyane.

## Utilisation
Campomanesia grandiflora est cultivé pour ses fruits juteux et comestibles en Amazonas (San Fernando de Atabapo).
En Guyane, les fruits sont consommés par les Wayana et les Wayãpi et les feuilles sont associées à Siparuna sp. pour la confection de remèdes anti-paludéens.

## Protologue
En 1775, le botaniste Aublet propose la diagnose suivante pour Campomanesia grandiflora : 

« 1. PSIDIUM (grandiflorum) foliis ovatis, acuminatis, fructu parvo quadriloculari. (Tabula 190.)

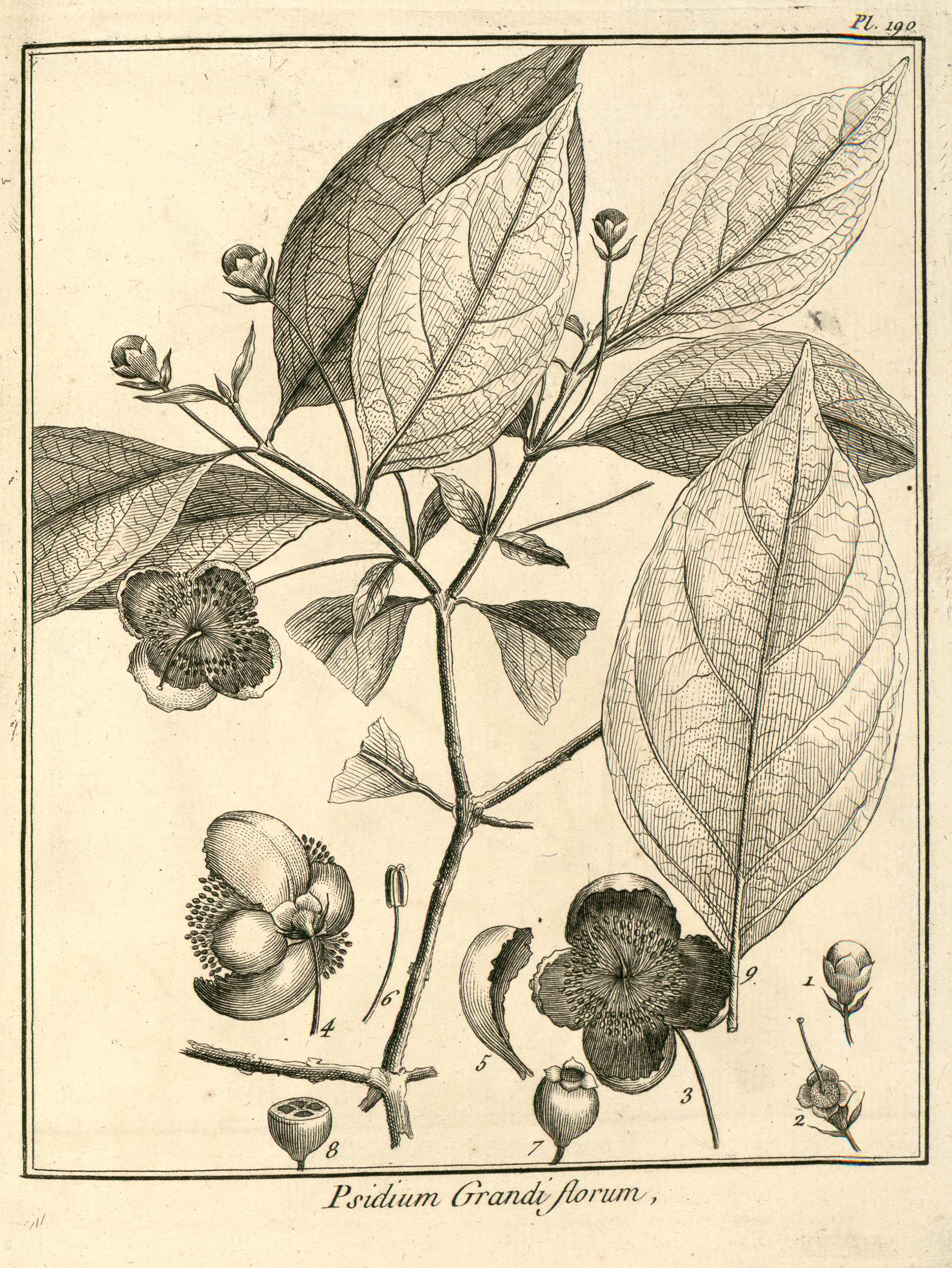
Campomanesia grandiflora par Aublet (1775) Explication de la Planche cent quatre vingt-dixième : 1. Bouton de fleur. - 2. Calice garni à ſa baſe de deux feuillets. Style. Stigmate. - 3. Fleur vue en deſſus. - 4. Fleur vue en deſſous. - 5. Pétale ſéparé. - 6. Étamine ſéparée. - 7. Baie. - 8. Baie coupée en travers. - 9. Feuille de grandeur naturelle.

Arbor mediocris, trunco decempedali, in ſummitate ramoſo; ramis hinc & indè ſparſis; ramulis folioſis, tetragonis. Folia oppoſita, ovato-acuminata, glabra, integerrima, ſubpetiolata. Flores ſolitarii, pedunculati, oppoſiti, axillares, gratum odorem exkalantes. Corolla alba. Fructus aufterus, non edulis.
Florebat Decembri, fructum ferebat Februario.
Habitat in ſylvis Caiennæ.
Nomen GOYAVIER SAUVAGE à nov-accolis.

LE GOYAVIER à grande fleur. (PLANCHE 190.).
Cet arbre eſt de moyenne grandeur. Son tronc eſt haut d'environ dix pieds, & il à quatre pouces de diamètre. Son écorce eſt rouſſâtre, il s'en détache des lames annuellement. Son bois eſt dur, compacte, blanc, & lorſque l'arbre eſt âgé, le centre du tronc eſt rouge. Il pouſſe à ſon ſommet des branches anguleuſes d'où partent des rameaux grêles, oppoſés, chargés de feuilles également oppoſées. Ces feuilles ſont entières, vertes, liſſes, ovales, terminées en pointe. Leur longueur eſt de quatre pouces & plus. Leur largeur eſt d'environ deux pouces & demi. La nervure, qui les partage dans toute leur longueur, eſt ſaillante ; elle eſt accompagnée de pluſieurs autres latérales. Leur pédicule eſt court, convexe en deſſous, & marqué d'un ſillon en deſſus. 
Les fleurs naiſſent ſur les nouveaux rameaux, ſolitaires, à l'aiſſelle de chaque feuille ; les feuilles, qui terminent les rameaux, ne portent point de fleurs ; leur pédoncule eſt grêle, long de deux polices.
Le calice eſt à ſa baſe garni de deux feuillets longs, étroits & pointus. Il eſt arrondi, évaſé a ſon limbe, diviſé en quatre ou cinq petites parties concaves, pointues. 
La corolle eſt à cinq pétales blancs, concaves, frangés à leurs bords, attachés par leur onglet au calice, entre ſes diviſions. Lorſque le nombre des pétales eſt de cinq, il y en a un plus grand que les quatre autres ; & quand la fleur eſt à quatre pétales, il y en à deux plus petits. 
Les étamines ſont en grand nombre, rangées ſur la paroi interne & ſupérieure du calice, au deſſous de l'inſertion des pétales. Les filets ſont longs, blancs. Les anthères ſont petites, jaunes, & à deux bourſes. 
Le piſtil eſt un ovaire qui fait corps avec la partie poſtérieure du calice, & il eſt ſurmonté d'un style blanc, terminé par un stigmate obtus, creuſé dans ſon centre. 
L'ovaire devient une baie liſſe, jaune, couronnée des diviſions du calice. Elle eſt à quatre loges, remplies de petites semences anguleuſes ; enveloppées d'une pulpe ſucculente. 
Les fleurs de cet arbre ont une odeur très agréable ; il en étoit chargé dans le mois de Décembre, lorſque j'eus occaſion de l'obſerver dans les forêts qui ſont aux environs de l'habitation de M. des Eſſarts, dans l'île de Caïenne. 
Le fruit eſt mûr en Février ; il eſt âpre & aſtringent. 
Il eſt nommé GOYAVIER SAUVAGE par les Créoles. »

— Fusée-Aublet, 1775.